# 郭世泽
郭世泽（1969年4月—），男，河北石家庄人，生于山东淄博人，中国网络空间安全专家，中国人民解放军信息技术安全研究中心研究员。